# 克劳斯塔尔-采勒费尔德
克劳斯塔尔-采勒费尔德（德語：Clausthal-Zellerfeld，發音：[ˈklaʊstaːlˈtsɛlɐfɛlt] ⓘ）是德国下萨克森州戈斯拉尔县的城市，曾是采勒费尔德县的县治，位于上哈茨山，海拔390—821米，面积43.69平方千米，2023年12月31日人口为15,436人。克劳斯塔尔工业大学位于该市。

## 历史
该地区的采矿业始于16世纪。由于矿藏枯竭，采矿活动于20世纪30年代停止。
克劳斯塔尔-采勒费尔德于1924年由克劳斯塔尔和采勒费尔德合并而成。1972年7月1日，市镇本滕博克并入克劳斯塔尔-采勒费尔德。2015年1月1日，市镇阿尔特瑙、上哈茨山区舒伦贝格和维尔德曼并入克劳斯塔尔-采勒费尔德。

## 城市区划
| 市辖区                          | 人口 (2023年6月30日) | 面积 (km²) | 人口密度 (人/km²) |
| ------------------------------- | -------------------- | ---------- | ----------------- |
| 克劳斯塔尔-采勒费尔德           | 12.658               | 33,96      | 376               |
| 克劳斯塔尔 (含波尔斯特山升水楼) |                      |            |                   |
| 采勒费尔德 (含埃尔布普林岑坦讷) |                      |            |                   |
| 本滕博克                        | (2022年12月) 716     |            |                   |
| 阿尔特瑙-上哈茨山区舒伦贝格     | 1.889                | 6,41       | 295               |
| -阿尔特瑙                       | 1.621                | 4,66       | 348               |
| 托夫豪斯                        | (2021年) 13          |            |                   |
| 巴斯特社区                      | (2012年) 18          |            |                   |
| 施佩伯亥坝楼                    |                      |            |                   |
| 盖姆肯塔尔                      |                      |            |                   |
| 波尔斯特谷地矿楼                | (2012年) 8           |            |                   |
| -上哈茨山区舒伦贝格             | 268                  | 1,75       | 157               |
| 上舒伦贝格                      | (2017年7月) 12       |            |                   |
| 中舒伦贝格                      |                      |            |                   |
| 费斯滕堡                        |                      |            |                   |
| 阿伦茨山林务员小屋              |                      |            |                   |
| 维尔德曼                        | 860                  | 3,34       | 257               |
| 施皮格尔塔尔矿楼                |                      |            |                   |
| 克劳斯塔尔-采勒费尔德市镇       | 15.407               | 43,71      | 357               |

## 文化和景点

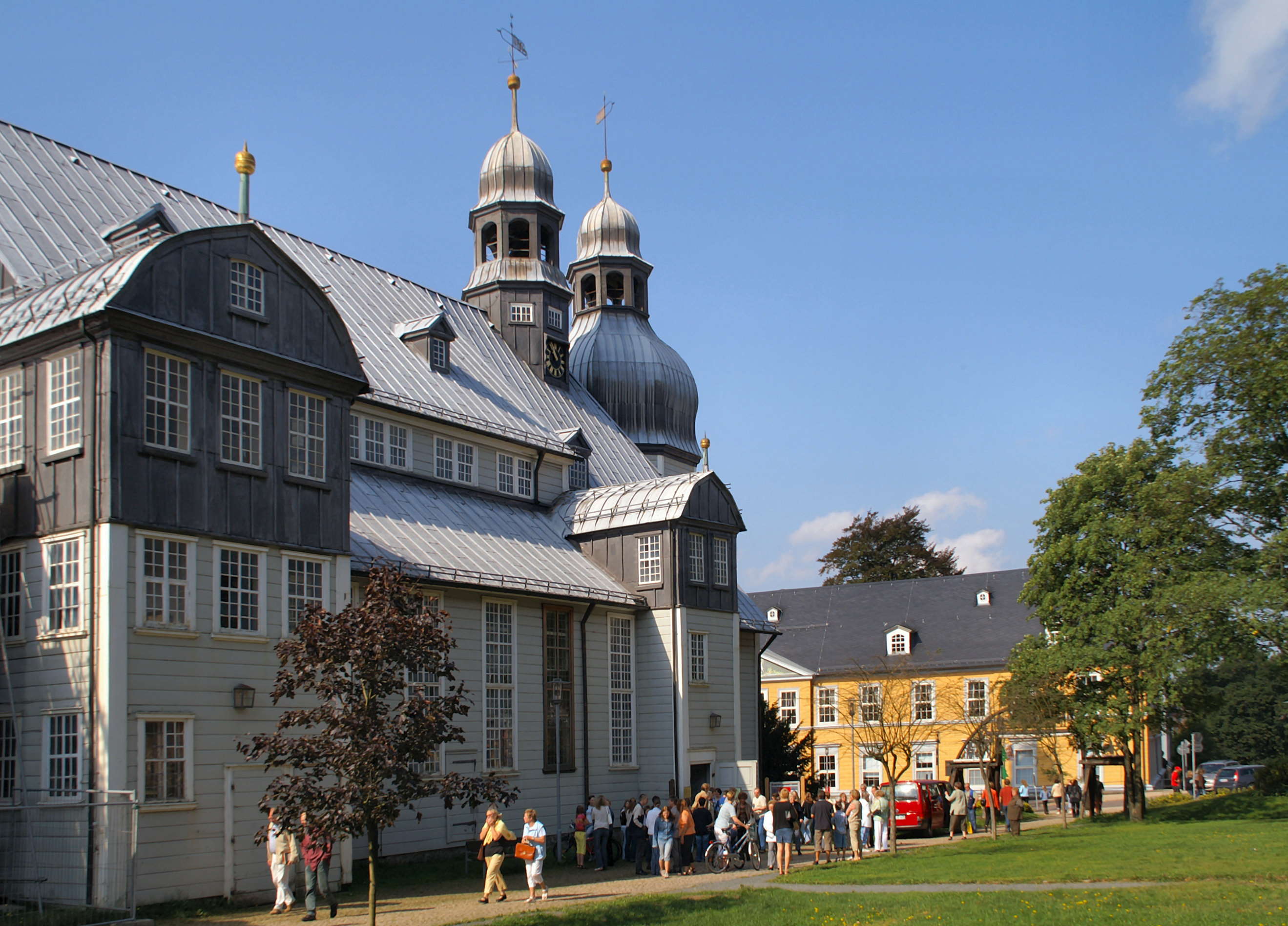
位于克劳斯塔尔的城市主教堂

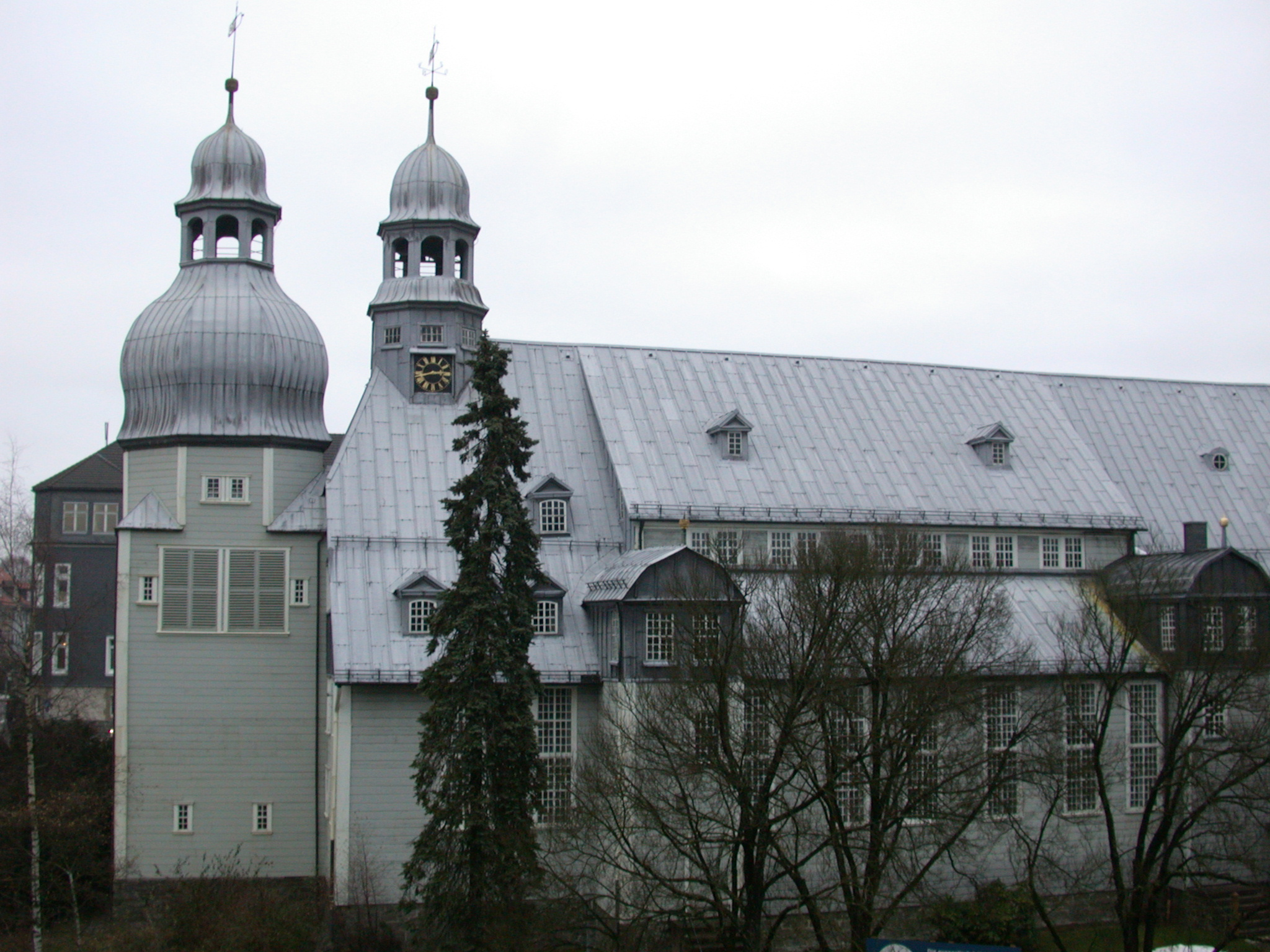
城市主教堂侧面

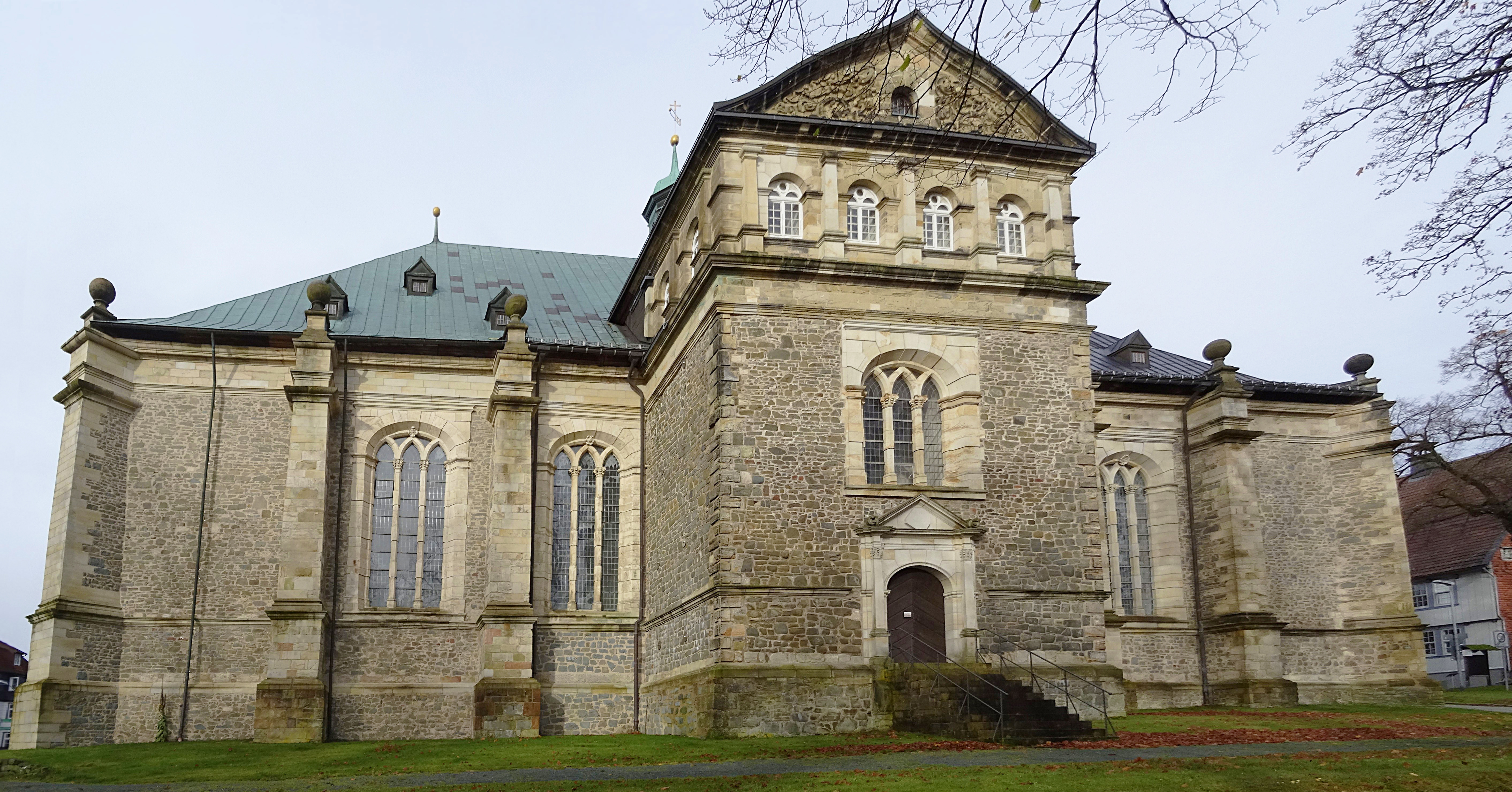
位于采勒费尔德的圣萨尔瓦托里斯教堂

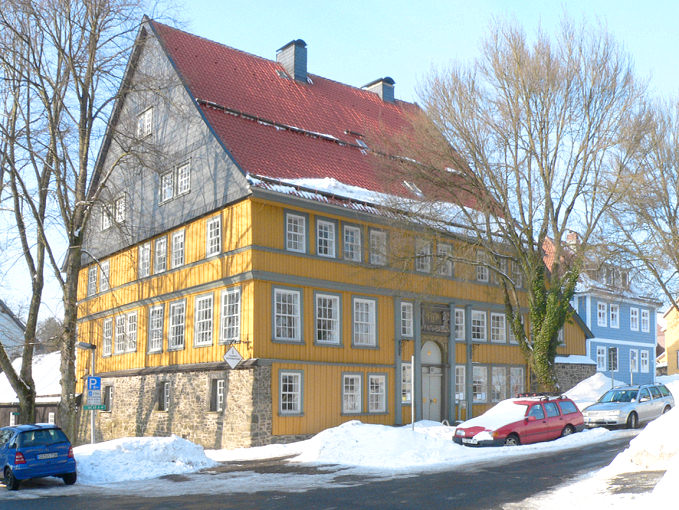
建自1674年的迪策尔之家，现作为游客信息中心

### 博物馆
- 上哈茨山矿业博物馆（德语：Oberharzer Bergwerksmuseum）

### 建筑
- 圣灵集市教堂（Marktkirche Zum Heiligen Geist）
- 圣萨尔瓦托里斯教堂（德语：St.-Salvatoris-Kirche (Zellerfeld)）（St. Salvatoris-Kirche）
- 矿业局（Oberbergamt）
- 金冠酒店（Goldene Krone）
- 采勒费尔德矿山药店（德语：Bergapotheke (Zellerfeld)）（Bergapotheke Zellerfeld）
- 迪策尔之家（Dietzel-Haus）
- 弗里茨·聚希廷研究所（Fritz-Süchting-Institut）
- 克劳斯塔尔工业大学礼堂（Aula Academica der Technischen Universität Clausthal）
- 采勒费尔德硬币和手工业艺术厅（Zellerfelder Münze und Kunsthandwerkerhof）
- 克劳斯塔尔旧铸币厂（德语：Clausthaler Münze）（Alte Münze in Clausthal）
- 平安大厅（Glückauf-Saal）
- 克劳斯塔尔-采勒费尔德市政厅（Rathaus Clausthal-Zellerfeld）
- 罗伯特·科赫出生地（Robert-Koch-Geburtshaus）
- 托马斯·默滕广场（Thomas-Merten-Platz, Glockenspiel mit Fahrkunst）

## 友好城市
克劳斯塔尔-采勒费尔德与以下城市结为友好城市：
- 德国 塔勒 阿尔滕布拉克（德语：Altenbrak）
- 德国 弗赖贝格
- 法國 莱格勒
- 斯洛伐克 斯皮什新村